# Maria Natalia od św. Ludwika Vanot
Maria Natalia od św. Ludwika Vanot, (fra.) Marie-Natalie-Joseph de Saint-Louis (ur. 12 czerwca 1728, zm. 17 października 1794 w Valenciennes) – błogosławiona Kościoła katolickiego, męczennica, ofiara prześladowań antykatolickich okresu francuskiej rewolucji.
Maria Natalia od św. Ludwika Vanot była siostrą zakonną z klasztoru urszulanek w Valenciennes. Śluby zakonne złożyła w 1749 roku.
Aresztowana została z grupą sióstr prowadzących działalność wychowawczą i wyrokiem trybunału rewolucyjnego została skazana na śmierć, i zgilotynowana. 
Przed egzekucją wybaczyła swoim katom przez ucałowanie rąk, a na szafot wzorem męczenników wczesnochrześcijańskich weszła odważnie i z pogodą.
Wspominana jest w dzienną rocznicę śmierci.
Proces informacyjny w diecezji Cabrai toczył się od 15 listopada 1900 do marca 1903 roku. Dekret o braku wcześniejszego publicznego kultu Sług Bożych  (non cultu ) ogłoszony został 27 listopada 1907, a dekret o męczeństwie 6 lipca 1919 roku.
Beatyfikacji Marii Natalii od św. Ludwika Vanot dokonał 13 czerwca 1920 roku papież Benedykt XV w grupie Męczennic z Valenciennes.